# Variable Lambda Eridani
Una variable Lambda Eridani és una classe d'estrelles Be que mostren petites variacions d’amplitud d’unes quantes centèsimes de magnitud. Les variacions són molt regulars amb períodes d'entre 0,5 i 2,0 dies, i inicialment es van descriure com a estrelles Be periòdiques. Lambda Eridani n’és un exemple i el prototip. Això s'ha atribuït a pulsacions no radials, discos rotatius no homogenis o a la mateixa rotació de l'estrella.
Aquestes estrelles poques vegades es classifiquen o es classifiquen incorrectament. El Catàleg General d'Estrelles Variables no té un tipus per a variables Eridani, només GCAS per a variables Gamma Cassiopeiae i estrelles Be per a estrelles variables que no són GCAS. El mateix λ Eridani apareix incorrectament com a variable Beta Cephei. L’índex internacional d’estrelles variables AAVSO defineix un tipus de variabilitat LERI, amb 16 estrelles incloses com a variables λ Eri, cinc d’elles només sospitoses, i 13 combinades amb altres tipus de variació.